# Beidha
Beidha là một đô thị thuộc tỉnh Laghouat, Algérie. Dân số thời điểm năm 2002 là 7.381 người.